# Kierszek pod Lasem
Kierszek pod Lasem – część wsi Kierszek w Polsce położonej w województwie mazowieckim, w powiecie piaseczyńskim, w gminie Konstancin-Jeziorna.
W latach 1975–1998 miejscowość administracyjnie należała do województwa warszawskiego.
Na terenie Kierszka pod Lasem znajdują się rodzinne ogrody działkowe „Kabaty”.

Rodzinne ogrody działkowe
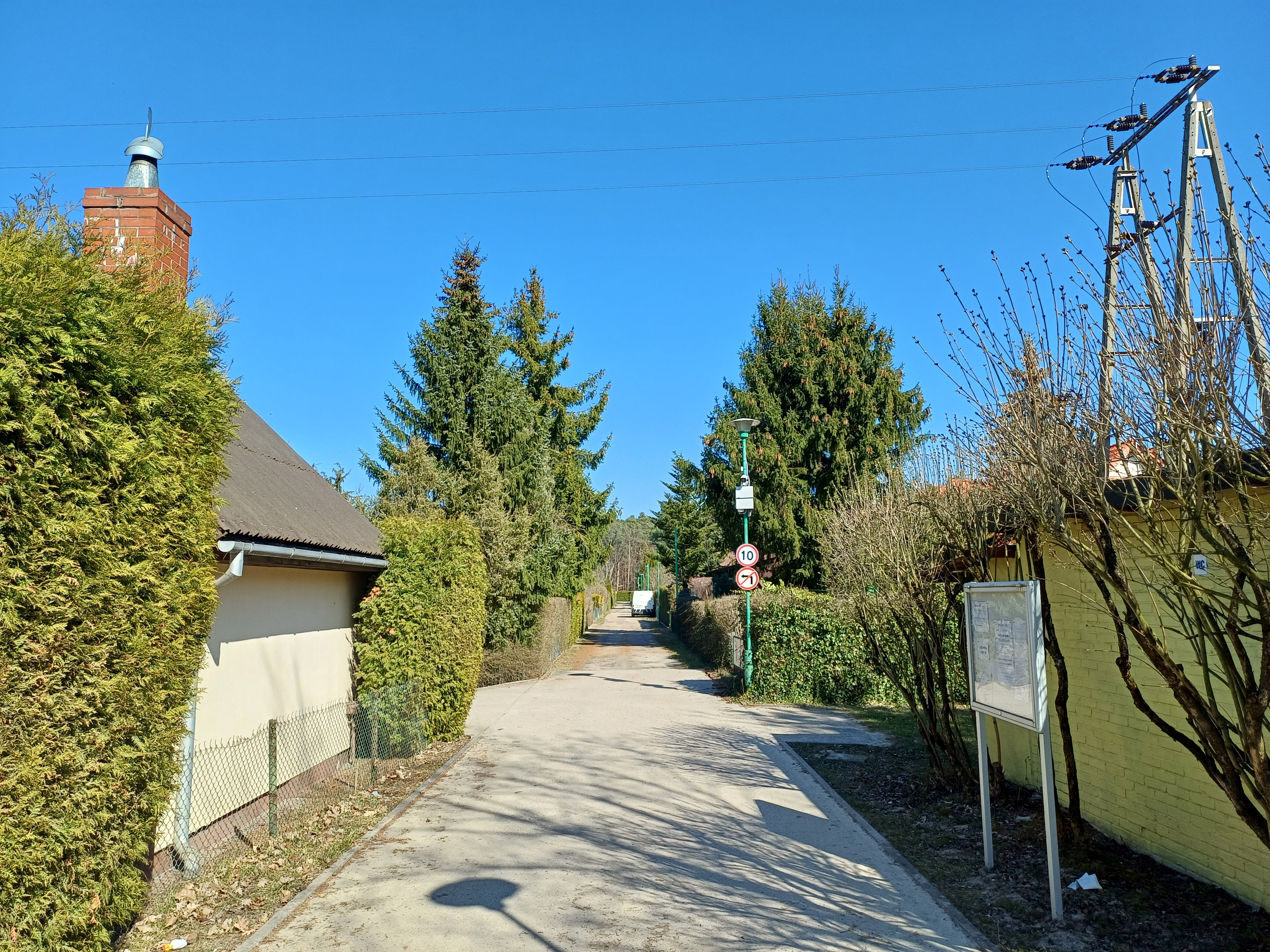
Alejka na terenie ogrodów działkowych
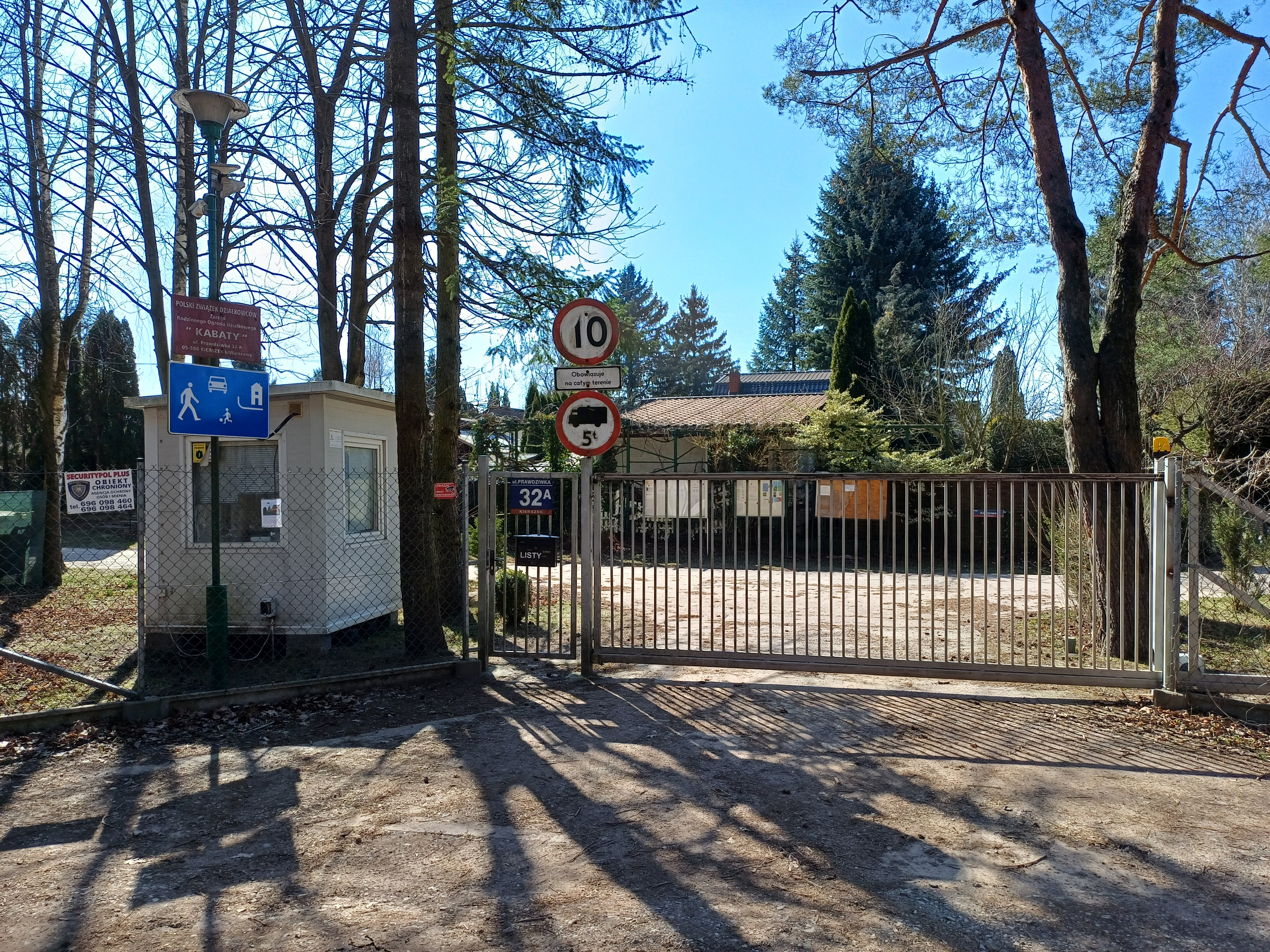
Brama wjazdowa od ulicy Prawdziwka